# Marlborough Nomads
Le Marlborough Nomads Football Club est un club anglais de rugby du XIXe siècle, connu pour être l'un des vingt-et-un membres fondateurs de la fédération anglaise de rugby à XV. Il a également fourni un certain nombre de joueurs pour les premières rencontres internationales de ce sport. 

## Histoire

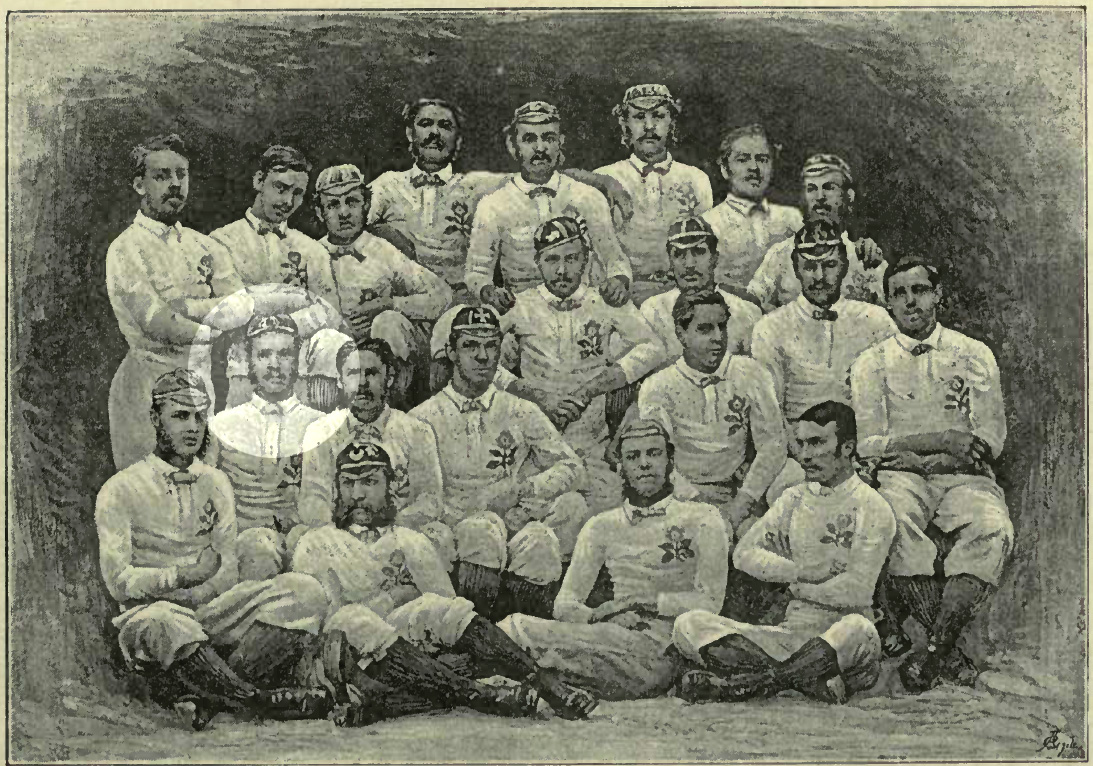
L'équipe d'Angleterre ayant participé au tout premier match international de rugby de l'histoire (1871), avec mis en évidence le joueur des Marlborough Nomads, Alfred Hamersley.

Le club des Marlborough Nomads est fondé en 1868 par James Bourdillon, membre de l'Indian Civil Service et par F. I. Currey, qui en est devenu le premier secrétaire, puis le capitaine. Il s'agit d'un club pour les anciens élèves du Marlborough College qui avaient déménagé pour vivre et travailler à Londres, mais qui souhaitaient toujours jouer activement au football, d'où le nom de Old Marlburians donné par certains.
Le premier match du club est joué en 1868 contre le Richmond Football Club, sur le terrain de Richmond dans le Old Deer Park. Lors de ce match les Marlborough Nomads sont battus. À l'origine, les Marlborough Nomads jouent à Blackheath, de l'autre côté de la route du Blackheath Football Club, sauf lorsque ce dernier joue à l'extérieur, ils utilisent alors leur terrain. Le terrain de Blackheath n'est pas clos et les spectateurs empiètent souvent sur le terrain. Fidèles à leur nom, ils déménagent et s'installent plus tard à Surbiton sur un terrain privé. Le club commence à s'imposer et leur calendrier comprend un match régulier contre le Blackheath Football Club qu'ils battent finalement en 1882, grâce principalement à A. Kaye Butterworth et Harry Vassal.